# 関山仙太夫
関山 仙太夫（せきやま せんだゆう、天明4年（1784年） - 安政6年（1859年））は、江戸時代の囲碁棋士、信濃国松代藩士で真田幸貫家臣。本因坊烈元門下、五段格とも七段格とも言われ、素人日本一と称される。晩年の本因坊秀策との二十番碁は著名。

## 経歴
信濃国松代に生まれ、幼名は虎之介。寛政9年(1797年)に出府し、水谷琢元に師事した後、水谷琴花の紹介により本因坊烈元に入門、享和元年(1801年)18歳で初段を許された。しかし藩中の者から「碁才餘りあるも武道に疎し。是れ武士の本旨にあらず」言われ、一念発起して文武に励み、念流免許皆伝を受けて、再度本因坊家にて囲碁の修行に戻ったと言われる。文政からは江戸在だったが、天保2年(1831年)に江戸詰めを解かれて帰郷するに際して、名人となったばかりの本因坊丈和に二子局を願い、これに1目勝ち。この時に五段の免状を所望したが、素人に高段を許すことをためらった丈和に三段を勧められ、逆にこれを断って終生初段としていた。天保10年(1839年)の囲碁番付『囲碁勝劣競』では、初段ながら四段者の上の東の5番目に記されている。
嘉永4年(1851年)68歳の時、本因坊家跡目となっていた秀策との対局を望む手紙を本因坊秀和に送る。秀和はこれを認めて秀策を松代に赴かせ、20日間で仙太夫先番での二十番碁を打ち、仙太夫7勝13敗とした。この第3局は仙太夫自身で「誰に見せても言分あるまじ」と述べ、また秀策も仙太夫の力量を賞賛し「妙碁と称すべきもの二局あり」と述べている。仙太夫は第1着を必ず右上隅目外しに打っているが、白は毎局で布石を変え、これを仙太夫は「真の棋聖と言うべきなり」とも述べている。仙太夫は秀策の帰京の際に、礼金として20両を贈った。
安政3年(1856年)には、本因坊門下の村瀬彌吉（後の本因坊秀甫）を招き十番碁を打ち、1勝8敗1ジゴ。
藩では祐筆を勤め、竹林亭と号して囲碁に関する著作も多く、本因坊算砂から天保までの棋譜を集めた『聖賢囲碁妙手集』、自分の打碁200局を集めた『竹林修行用魂集』、『囲碁方位初心階』、『囲碁初心調練階』などを遺しており、貴重な文献となっている。家督を譲ってからは各地を漫遊した。安政6年(1859年)に死去。

## 記念碑
2003年に長野県の囲碁愛好家による「関山仙太夫顕彰会」が作られ、2004年に仙太夫の旧宅前に「囲碁の達人関山仙太夫邸」の標柱、秀策と二十番碁を打った梅田屋に記念碑が建立されている。